# Der Pakt mit dem Teufel
Der Pakt mit dem Teufel(Originaltitel: La Beauté du diable), ist eine italienisch-französische Verfilmung des Fauststoffs aus dem Jahr 1950. Unter der Regie von René Clair sind Michel Simon und Gérard Philipe in den Hauptrollen zu sehen. Ein alternativer Titel ist Die Schönheit des Teufels.

## Handlung
Trotz jahrzehntelanger Forschungen als Alchemist ist es dem alternden Professor Heinrich Faust noch immer nicht gelungen, der Natur ihre größten Geheimnisse zu entlocken. Unzufrieden mit sich selbst, beginnt er den Sinn seiner entbehrungsreichen Existenz in Frage zu stellen. Eines Tages wird er auf dem Nachhauseweg von einer geheimnisvollen Stimme verfolgt. In seinem Haus erwächst das fremde Wesen zunächst zu Fausts Ebenbild und nimmt dann die Form eines jungen Studenten an. Es ist Mephistopheles, ein Diener des Teufels, der dem unglücklichen Faust ein neues Leben voller Jugend, Erkenntnis und Zufriedenheit verspricht, wenn dieser im Gegenzug seine Seele dem Teufel verkauft. Um ihn von seiner Macht zu überzeugen, verwandelt Mephistopheles den Professor in den jungen Studenten. 
Verwirrt verlässt Faust sein Haus und irrt durch die Straßen. Dabei stößt er auf eine Gruppe von Zigeunern, unter denen er schließlich begreift, dass er nicht länger alt und gebrechlich ist, sondern jung und vital. Nach Jahren der Einsamkeit hat es ihm das hübsche Zigeunermädchen Margarethe umgehend angetan. Da er durch sein verwandeltes Erscheinungsbild nicht mehr als Professor Faust wiedererkannt wird und ihn selbst sein Diener Antoine für einen Dieb hält, beschließt er, sich den Zigeunern anzuschließen und von Stadt zu Stadt zu ziehen. Unterdessen wendet sich Antoine besorgt an die Behörden, hatte er doch den vermeintlichen Dieb an jenem Abend im Haus gesehen, als der Professor spurlos verschwand. Im Verdacht stehend, den Professor beiseitegeschafft zu haben, wird Faust auf einem Jahrmarkt festgenommen. Vor Gericht will er die Wahrheit über seine diabolische Verwandlung verkünden, als plötzlich Mephistopheles in Gestalt des alten Faust erscheint und die Anklage wieder fallen gelassen wird. 
Während sich Mephistopheles weiterhin als Professor ausgibt und sich mit dem Versprechen, aus Sand Gold herstellen zu können, Zugang zum Hof des Fürsten verschafft, muss sich der junge Faust als Tagelöhner seinen Lebensunterhalt hart erarbeiten. Als eines Tages die schöne Fürstin in einer Kutsche an ihm vorbeifährt, will er nicht länger mittellos sein, doch weist er Mephistopheles mit seinen verführerischen Worten weiterhin ab. Dieser ersinnt daraufhin einen neuen Plan. Er macht Faust zu seinem Gehilfen und stellt mit ihm Unmengen an Gold für den Fürsten her. Für seine Verdienste wird Faust schließlich zum Grafen ernannt. Auf einem Ball sieht er wenig später die Fürstin wieder, deren Herz er unbedingt für sich gewinnen will. Nachdem er von Mephistopheles Jugend, Wissen, Ruhm und Reichtum erhalten hat, will er nun mit der Liebe der Fürstin sein Glück vervollkommnen. So kurz vor seinem Ziel nutzt Mephistopheles die Gunst der Stunde und lässt Faust erneut mittellos in der Gosse aufwachen. Sich seiner misslichen Lage bewusst, geht Faust schließlich doch auf den Pakt des Mephistopheles ein und unterschreibt den Vertrag mit seinem Blut. Im Austausch für seine Seele muss ihm Mephistopheles fortan jeden Wunsch erfüllen. 
Zurück auf seinem herrschaftlichen Anwesen lässt sich Faust vom betrunkenen Mephistopheles seine Zukunft in einem Spiegel zeigen. Als er im Spiegel sieht, wie sich sein sicher geglaubtes Glück mit der Fürstin zu einem Albtraum entwickelt – er betrügt sie und steigt zu einem machtbesessenen Herrscher auf, der sein Land mit Krieg ins Verderben stürzt –, bereut er es aus tiefem Herzen, seine Seele dem Teufel verkauft zu haben. Er läuft davon und kehrt schließlich zu Margarethe zurück. Als Mephistopheles sie entdeckt, will er auch der Seele Margarethes habhaft werden. Faust verlangt von ihm indes, dass sich das künstlich hergestellte Gold im ganzen Land wieder in Sand verwandelt. Als das wütende Volk den Palast des Fürsten zu stürmen droht, wird Margarethe der Hexerei beschuldigt. Um den Pöbel und seine eifersüchtige Ehefrau zu besänftigen, will der Fürst Margarethe auf dem Scheiterhaufen verbrennen lassen. Als Mephistopheles sie in ihrem Verlies aufsucht, um ihre Seele zu erkaufen, und ihr seinen Vertrag mit Faust vor die Nase hält, schlägt Margarethe ihm den Vertrag aus der Hand. Das Schriftstück fällt durch ein Fenster der aufgebrachten Menge in die Hände. Das Volk sieht nunmehr in Mephistopheles den eigentlichen Schuldigen für ihre Misere, worauf dieser – in die Enge getrieben – aus einem Fenster in den Tod stürzt. Der von Faust unterzeichnete Vertrag geht umgehend in Flammen auf, worauf dieser seine Seele zurückerhält und mit Margarethe und den Zigeunern davonzieht. 

## Hintergrund
Die Dreharbeiten fanden in den Cinecittà-Filmstudios in Rom statt. 
Der Pakt mit dem Teufel wurde am 16. März 1950 in Frankreich uraufgeführt. Am 22. April 1950 folgte die Veröffentlichung in den deutschen Lichtspielhäusern. Am 8. Juli 1967 wurde der Film erstmals im deutschsprachigen Fernsehen auf DFF 1 gezeigt.

## Kritiken
Dem Lexikon des internationalen Films zufolge sei die Adaption des Fauststoffs durch Regisseur René Clair und Drehbuchautor Armand Salacrou „voller Witz und Tiefsinn“. Zusammen mit der „Spielfreude der Hauptdarsteller“ sorge dies dafür, dass „die philosophischen Gedanken des Teufelspaktes schwerelos transportiert werden“. Es handle sich um einen „außerordentlich dichte[n] Film“, der „intellektuelles Vergnügen ersten Ranges“ zu bieten habe.
Cinema meinte, dass Clairs Faust-Verfilmung „[t]rotz ernster Moral […] zu den besten“ zähle. Dass Simon und Philipe im Film ihre Rollen tauschen, sei der „Clou des Klassikers“. Das Ergebnis sei kurzum „amüsant, klug und wunderschön“. Prisma fand, dass René Clair den Faust-Stoff „gekonnt“ in Szene gesetzt habe. Der Film sei voll von „philosophischen Statements, brillanter Satire und Clairs trockenem Humor“ und gerate damit zu einem „teuflisch-witzige[n] Stück Kinogeschichte“.

## Auszeichnungen
Der Film erhielt 1950 den Nastro d’Argento der Vereinigung italienischer Filmjournalisten, dem Sindacato Nazionale Giornalisti Cinematografici Italiani, in den Kategorien Bester ausländischer Darsteller (Michel Simon) und Bestes Szenenbild (Aldo Tommasini, Léon Barsacq). 1951 war Der Pakt mit dem Teufel in der Kategorie Bester Film für den BAFTA Award nominiert, musste sich jedoch letztlich Joseph L. Mankiewicz’ Alles über Eva geschlagen geben.

## Deutsche Fassung
Die erste deutsche Synchronfassung kam 1950 durch die Internationale Film-Union zustande. Die Synchronregie und das Dialogbuch übernahm Georg Rothkegel. 1979 gab das ZDF eine neue Synchronisation in Auftrag, die durch das Studio Hamburg realisiert wurde.
| Rolle                                         | Darsteller     | Synchronsprecher 1950 | Synchronsprecher 1979 |
| --------------------------------------------- | -------------- | --------------------- | --------------------- |
| Mephistopheles / alter Prof. Heinrich Faust   | Michel Simon   | Ludwig Linkmann       | Alf Marholm           |
| junger Heinrich Faust / junger Mephistopheles | Gérard Philipe | Peer Schmidt          | Stephan Schwartz      |
| Margarethe                                    | Nicole Besnard | Ellen Schwiers        | Astrid Kollex         |
| Fürstin                                       | Simone Valère  | Annemarie Cordes      | Marion Martienzen     |
| Fürst                                         | Carlo Ninchi   | Gert Tellkampf        | Wolfgang Kieling      |